# Županja
Županja  (kroatisk udtale [ʒǔpaɲa]) er en by i Slavonien, i Vukovar-Srijem distrikt i det østlige Kroatien. Den ligger 254 km øst for Zagreb. Den er administrativt en del af Vukovar-Srijem distrikt. Den er beboet af 12.090 mennesker (2011).
Županja ligger ved Sava-floden over for Bosnien-Hercegovina og er stedet, hvor en bro krydser grænsen til byen Orašje i Bosnien-Hercegovina. A3-motorvejen Zagreb-Slavonski Brod-Beograd passerer nord om byen, og den kan også nås med en lokal jernbane fra Vinkovci samt statsvej D55. Folketællingen i 2011 registrerede 96,72% kroater i kommunen. 

## Historie
Županja blev regeret af Det Osmanniske Rige mellem 1536 og 1687 som en del af Sanjak af Syrmia. Siden Karlowitztraktaten i 1699 og frem til 1918 var Županja (navngivet Zupanje, da et postkontor blev åbnet i 1861) en del af det østrigske monarki (Kongeriget Kroatien-Slavonien efter Det østrig-ungarske kompromis i 1867), i den slaviske militærgrænse, under administration af Brooder Grenz-Infanterie-Regiment N°VII indtil 1881. I slutningen af det 19. og begyndelsen af det 20. århundrede var Županja en distriktshovedstad i kongerigets Syrmia distrikt. Fra 1929 til 1939 var Županja en del af Sava Banovina og fra 1939 til 1941 af Banovina af Kroatien i Kongeriget Jugoslavien.

## Galleri
- Boligbyggeri
- Mindesmærke for Zupanjas forsvarere
- Županja jernbanestation, 1997